# Boynton (Yorkshire de l'Est)
Boynton est une paroisse civile et un village du Yorkshire de l'Est, en Angleterre.